# Lindau
Lindau (dříve česky také Lindava) je velké okresní město v jižním Německu, leží v jihozápadním cípu Bavorska na hranici s Rakouskem. Na jihu prakticky sousedí s rakouským městem Bregenz. Historické centrum se nachází na stejnojmenném ostrově v Bodamském jezeře spojeném s pevninou železničním náspem a mostem, novější zástavba pak na jeho břehu.
Do roku 1806 bylo svobodným říšským městem. V 19. a zejména 20. století se město rozrostlo mimo původní ostrov, na němž nyní žije jen něco přes 2 700 obyvatel z celkových 25 000. S přidruženými obcemi (dnes městskými částmi) zaujímá 12 km pobřeží. Roku 1853 sem byla přivedena železnice z Mnichova a Kemptenu a na ostrově zbudováno hlavové nádraží.

## Historie
Již roku 822 je připomínán zdejší ženský benediktýnský klášter. Roku 950 založené trhové místo, kde se prodávalo zejména víno, zelenina a ovoce z klášterní produkce, bylo během investitury (1079) z bezpečnostních důvodů přeneseno na ostrov a postupem času se z něho vyvinulo město.
Farní kostel sv. Štěpána, původně románské trojlodí, pochází z doby kolem roku 1280, v letech 1781 až 1783 prošel přestavbou ve stylu pozdního baroka. Dosavadní městská práva potvrdil městu král Rudolf I. (1274/1275) a Lindau se stalo jedním z říšských měst.
V letech 1295–1335 si razilo vlastní mince (tzv. ewiger Pfennig, lat. Denarius perpetuus). Při stavebních pracích byl na ostrově objeven opracovaný kmen stromu, do kterého byla po stranách střídavě zapuštěna stoupací břevna (jeho stáří je kladeno do 14. století). V letech 1496/1497 zasedal na místní radnici říšský sněm.
Již od středověku mířila z Lindau do Milána hojně využívaná dopravní trasa (Lindauer Bote), po které se přepravovalo zboží, pošta i cestující. Využil ji také Johann Wolfgang Goethe při návratu ze své první italské cesty roku 1788. Díky obchodu a přepravě (zejména obilí a soli) měšťané v Lindau zbohatli a mohli využívat všech výhod svobodného říšského města.
Během třicetileté války bylo Lindau obléháno Švédy. Pod rouškou noci a mlhy se však měšťanům podařilo část obléhacích zařízení zničit a útočníky odrazit (1646/1647). Roku 1728 poničil město rozsáhlý požár.
Při Napoleonových výbojích ztratilo město svá říšská práva a po dva roky spadalo pod rakouskou správu (1804/1805). Po Prešpurském míru předalo Rakousko Lindau spolu s Voralberskem Bavorskému království.
Pravidelná lodní doprava byla v Lindau zavedena roku 1824, v roce 1853 se město stalo konečnou stanicí železniční Ludvíkovy jiho-severní dráhy. Ostrov byl spojen s pevninou železničním náspem a vlaky zajížděly až na západní ostrovní val, kde byl jejich náklad předáván lodní dopravě.
Roku 1856 je dokončen nový přístav s typickou siluetou bavorského lva u jeho vjezdu a novým majákem na protilehlé straně. Jde o nejjižnější německý maják, je jediným v Bavorsku.
30. dubna 1945 obsadila Lindau bez boje francouzská vojska, město a jeho okolí bylo odděleno od Bavorska spadajícího pod americkou správu a přiděleno k zóně francouzské. Od 1. září 1955 patří Lindau opět k Bavorsku.

## Památky

### Stará radnice
Byla vystavěna v letech 1422 až 1436 v gotickém stylu a roku 1576 opatřena renesančním štítem. Zvony na jeho vrcholku nesou letopočet 1617. Hlavní průčelí směřující do pěší zóny Bismarckova náměstí zdobí kryté, zdobené, původně dřevěné schodiště zakončené arkýřem. Severní i jižní fasáda radnice byla v letech 1972 až 1975 vyzdobena malbou podle návrhu mnichovského malíře Josefa Widmanna z roku 1885.
Ve velkém gotickém sále zde zasedal na přelomu let 1496/1497 říšský sněm. O poschodí níže, v kupecké hale, se nachází původní městská říšská knihovna s 13 000 svazky z doby před rokem 1800. Jejím nejcennějším exemplářem je kolorovaný německý překlad Lutherovy bible z roku 1534.
Ze sousední budovy nové radnice se každý den ozývá v 11.45 melodická zvonkohra.

### Mangturm
Věž, zvaná rovněž Mangenturm, je bývalý maják ze 13. století. Stál v přístavu na konci městského opevnění a byl přístupný pouze z padacího můstku. Turisté odtud mají výhled na staré město, nedaleko položenou Bregenz i údolí řeky Rýn ve Švýcarsku. Věž čtvercového půdorysu vysoká 20 metrů je opatřena čtverhrannou pyramidovou helmicí zdobenou barevnými glazovanými střešními taškami.

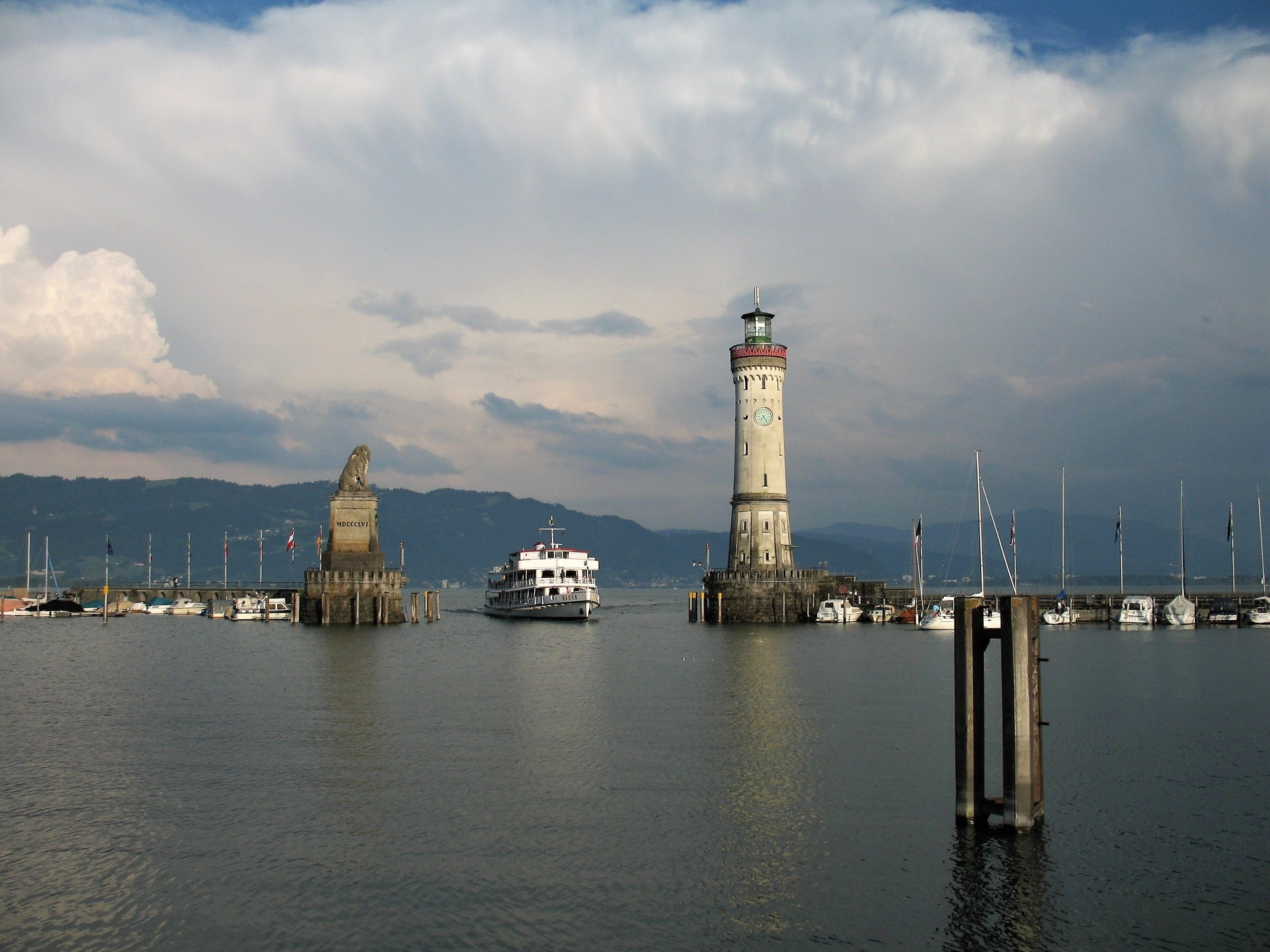
Vjezd do přístavu s majákem a sochou bavorského lva

### Nový přístav
Nový přístav dokončený roku 1856 byl opatřen dvěma výraznými dominantami – 33 metrů vysokým majákem a bavorským lvem. Šest metrů vysoká socha z kehlheimského pískovce váží skoro 50 tun. Před jeho úpatím byl překládán náklad ze železničních vagonů do lodí.

### Dům U Cavazzenů
Dnešní městské muzeum sídlí v barokním paláci, postaveném v letech 1729/1730 švýcarským stavitelem Jakobem Grubenmannem na místě původní zástavby, která podlehla ohni při rozsáhlém požáru města. Je označován za nejkrásnější stavbu měšťanského domu u Bodamského jezera. Zvláště je ceněna jeho mansardová střecha.

## Osobnosti města
- Friedrich Karl Seutter von Lötzen (1820–1892), rakouský podnikatel
- Marie Ludovika Bavorská (1872–1954), bavorská princezna a titulární královna Obojí Sicílie jako manželka Ferdinanda Pia
- Matylda Bavorská (1877–1906), bavorská princezna
- Ernst von Weizsäcker (1882–1951), německý diplomat, otec bývalého německého prezidenta Richarda von Weizsäckera
- Felix Wankel (1902–1988), německý mechanik a konstruktér
- Anna Saská (1903–1976), saská princezna a rakouská arcivévodkyně

## Partnerská města
- Chelles, Francie
- Lindau, Německo (Sasko-Anhaltsko)
- Reitnau, Švýcarsko
- Serpuchov, Rusko